# Dunavski ključ
Dunavski ključ (srbsky Дунавски кључ) je název pro meandr řeky Dunaje mezi Srbskem a Rumunskem, přibližně mezi městy Kladovo/Drobeta-Turnu Severin a Brza Palanka. Jedná se o termín používaný v Srbsku k označení oblasti, která je relativně méně osídlená. Ze srbské strany je tato oblast poměrně dobře zemědělsky úrodná, ale zároveň odlehlá. Z administrativního hlediska spadá pod opštinu Kladovo. 
Z hlediska dopravní infrastruktury zde chybí železnice i dálnice; oblast je dostupná pouze po silnici celostátního významu.